# Louis Brière de L'Isle
Pour les articles homonymes, voir Brière (homonymie).
Louis Brière de l'Isle, né le 4 juin 1827 à Le François et mort le 19 juin 1896 à Saint-Leu-Taverny, est un général et administrateur colonial français, grand officier de la Légion d'honneur et médaillé militaire. 

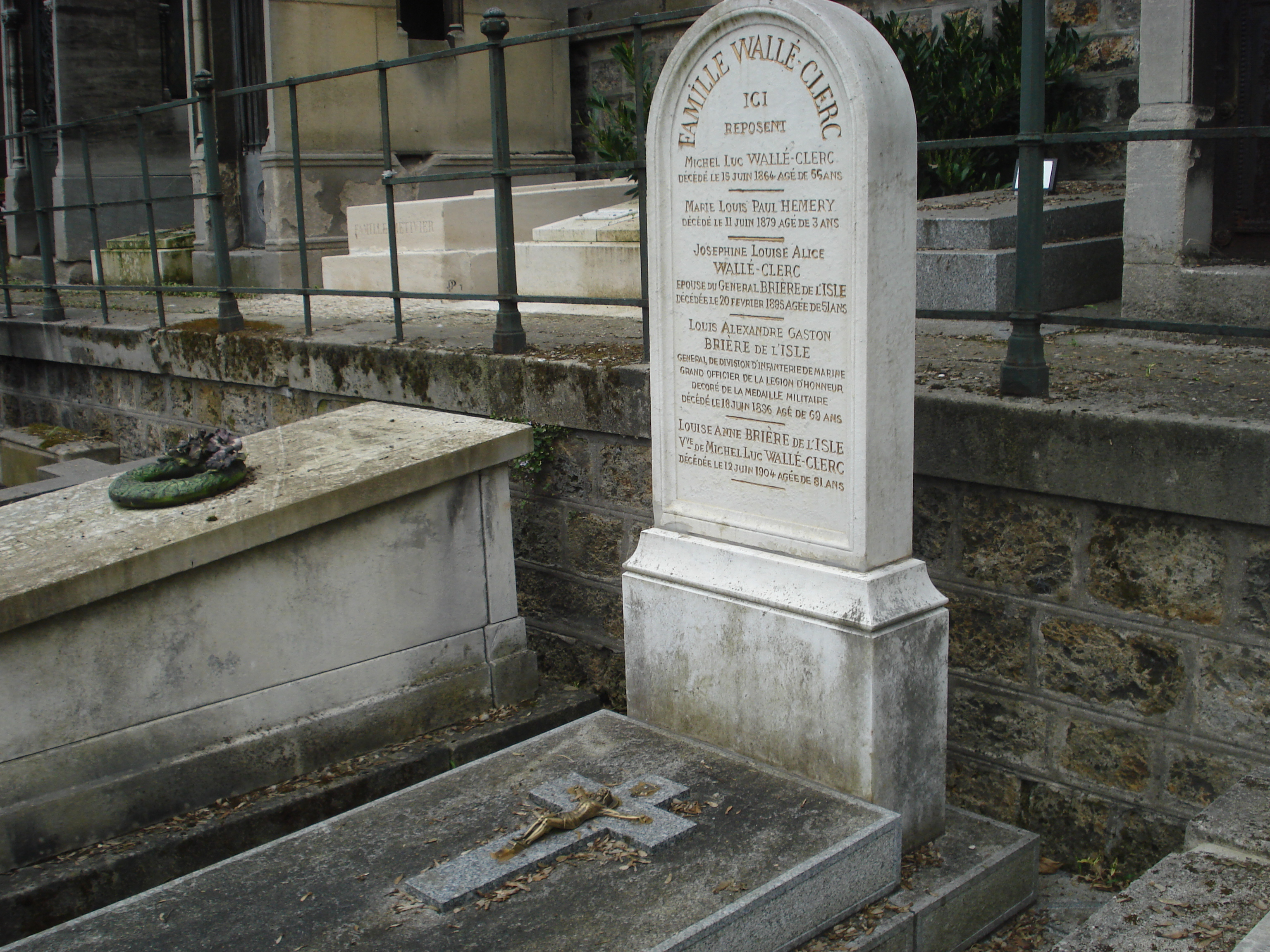
Sépulture Louis Brière de l'Isle (quatrième en partant du haut) - Cimetière de Montmartre.

Il est gouverneur du Sénégal, commandant en chef des troupes françaises pendant la guerre franco-chinoise. Il est considéré comme le responsable de la chute du Gouvernement de Jules Ferry et de l'adoption du Traité de Tien-Tsin.

## Biographie

### Origines et famille
Louis Brière de L'Isle est le fils d'Edmé Brière de l'Isle, membre du conseil municipal de la commune Le François (Martinique) et exploitant d'une usine de raffinage du sucre, et de son épouse Anne Vigne (ép. Brière de l'Isle).
Il a quatre sœurs et un frère (dont Clémentine, qui aura pour fils Fernand Clerc).
Il a trois demi-frères issus d'une relation de son père avec Cythère, jeune métisse libre (dont Louis Thomas Laurent Brière de l'Isle ancêtre de Patrice Chéreau).
Louis Brière de l'Isle est également l'oncle de Fernand Clerc, parlementaire martiniquais.

### Début de carrière dans les troupes de marine
Il fréquente le collège de Juilly de 1839 à 1841.
En 1847, il est élève à l'école militaire de Saint-Cyr (promotion d'Ibrahim) et devient sous-lieutenant dans les troupes de marine.
En 1852, il est promu lieutenant. En 1856, il est promu capitaine.

### Campagne de Cochinchine
Il est affecté en Cochinchine de 1861 à 1866.
Pendant la Campagne de Cochinchine il est nommé adudent-major (adjoint à un chef de bataillon) de 1859 à 1860.
En 1861, il est décoré pour sa participation à la batataille de Kỳ Hòa.
En 1862, il est promu chef de bataillon.
En 1863, il est promu inspecteur des affaires indigènes dans la province de Province de Tây Ninh.

### Guerre de 1870
Au déclenchement de la guerre franco-prussienne, il est nommé colonel et se voit confier le 1er régiment d'infanterie de marine avec lequel il participe à la bataille de Bazeilles.
À la suite de la bataille de Bazeilles, il est nommé commandeur de la Légion d'honneur.
En 1870, il est blessé pendant la bataille de Sedan.

### Gouverneur du Sénégal
De 1876 à 1881, il occupe le poste de Gouverneur du Sénégal. À son arrivée, la situation économique y est désastreuse. Il adopte alors une série de mesures fiscales extrêmement impopulaire, notamment l'augmentation de l'impôt sur l'importation de tissus en provenance de pays étrangers.
Militairement, la colonie fait face à des soulèvements dans les régions côtières et de son centre. Face à cette situation, Louis Brière de L'Isle entreprend une campagne militaire le long du fleuve Sénégal, en direction des hauteurs du Fouta Djallon. Le ministre de la Marine française donne l'ordre qu'aucun nouveau territoire ne soit annexé. Cependant, en dépit de cet ordre direct, Louis Brière de L'Isle entame une série d'expansions par le biais de protectorats et de contrôle militaire direct. Ces expansions sont par la suite officialisées pendant la Conférence de Berlin de 1884-1885.
On lui doit également la construction de l'usine des eaux de Mbakhana.

### Campagne d'Indochine
Le 29 janvier 1881, Louis Brière de l'Isle est promu général de brigade.
En février 1884, il reçoit le commandement de la 1re brigade du corps expéditionnaire du Tonkin.
En mars 1884, pendant la Campagne de Bắc Ninh contre les troupes chinoises, il met en déroute l'aile droite de l'armée du Guangxi et s'empare de la ville Lang Son. Immédiatement après la prise de la ville, Brière de L'Isle fait route sur Tuyên Quang pour tenter de mettre fin au siège la ville entrepris par les forces chinoises. Il y parviendra le 2 mars 1885 en remportant (avec l'aide de Laurent Giovanninelli) la bataille de Hoa Moc.
Ces succès militaires feront dire au premier ministre français Jules Ferry : « Il semble que le seul négociateur que la Chine respectera soit le général Brière de l'Isle. »[réf. nécessaire]
Le 3 janvier 1885, il est promu général de division.
Le 24 mars 1885, Louis Brière de l'Isle est défait par les troupes chinoises pendant la bataille de Bang Bo et est responsable de la Retraite de Lang Son. L'envoi d'un télégramme annonçant (à tort), une déroute des forces françaises conduira à la chute du Gouvernement de Jules Ferry le 30 mars 1885 et à l'engagement, par Charles de Freycinet, de négociation de paix avec les forces chinoises, qui aboutiront à la signature du Traité de Tien-Tsin le 9 juin 1885.
En mai 1885, Brière de l'Isle est remplacé par le général Henri Roussel de Courcy à la tête du corps expéditionnaire du Tonkin.

### Fin de carrière et décès
De 1888 à 1891, Brière de l'Isle occupe le poste d'adjudant inspecteur général de l'infanterie de marine.
De 1892 à 1893, il est inspecteur général de l'infanterie de marine. En février 1893, il est placé hors-cadre sur sa demande et remplacé par le général Bégin.
Il décède le 19 juin 1896, à Saint-Leu–Taverny et est inhumé au cimetière de Montmartre (avec son épouse et ses beaux-parents)(25e division).

## Décorations
- Médaille militaire (28 décembre 1894)[7]
- Grand officier de la Légion d'honneur (22 avril 1884)
  - Commandeur le 13 juillet 1872

## Postérité et critiques

### Hommages
- Une avenue de la ville de Toulon porte son nom (avenue Général-Brière-de-l'Isle).
- Les casernes du 5e régiment interarmes d'outre-mer à Djibouti s'appellent Quartier Brière de l'Isle.
- À Lang Son en Indochine, le fort militaire était nommé : Fort Brière de l'Isle.
- À Saint-Louis du Sénégal, une école primaire fut nommée Brière de l'Isle.
- À Dakar, se trouvait l'avenue Brière de L'Isle (qui reliait la place Soweto à la base militaire Dial Diop).
- À Bamako, une rue portait son nom.

### Critiques
En Afrique de l'Ouest, dans une démarche de critique des hommages colonialistes, plusieurs sites sont rebaptisés. Au Sénégal, dans le ville de Dakar, l'avenue Brière de L'Isle est renommé avenue du Président Amadou Cissé Dia en 2010. À Saint-Louis, l'école qui portait son nom devient l'École élémentaire Président Abdou Diouf le 1er décembre 2015, et la rue Brière de L'Isle, la rue Abdoulaye Seck. Enfin, à Bamako, capitale du Mali, la rue Brière de L'Isle est rebaptisée rue Bazoumana Sissoko en 2024.

## Sources biographiques
- Le colonel Brière de L’Isle au Sénégal « Souvenirs vécus : quelques feuillets de l'histoire coloniale, les rivalités internationales / Colonel P.-L. Monteil ; 1924 » pages 4 à 16
- Le colonel Brière de l'Isle au Sénégal « Revue du Cercle militaire : bulletin des réunions d'officiers des armées de terre et de mer (revue violette) » 14 septembre 1901
- Le général Brière de L'Isle « Panthéon patriotique. Le Livre d'or de la jeunesse française. Récits, biographies, faits de guerre, épisodes divers ; 1888 » pages 211 à 216
- Le général Brière de L'Isle recevant une délégation chinoise en vue des préliminaires de paix d'après le croquis d'un officier du corps expéditionnaire « Le Monde illustré » 27 juin 1885
- Mort du général Brière de L'Isle « Le Gaulois » 19 juin 1896
- Mort du général Brière de L'Isle « Le Figaro » 19 juin 1896
- Mort du général Brière de L'Isle « Le Petit Parisien » 19 juin 1896
- Obsèques du général Brière de L'Isle « Journal des débats politiques et littéraires » 21 juin 1896
- Obsèques du général Brière de L'Isle « Le Matin » 21 juin 1896
- Le général Brière de l'Isle et Jules Ferry « Le Temps » 23 juin 1896
- Extrait d’une biographie par le père Paul Lallemand, prêtre de l'Oratoire « Journal des débats politiques et littéraires » 8 décembre 1896
- Mamadou Diouf, « Brière de l'Isle : la consolidation de l'espace colonial (1876-1881) » in Le Kajoor au XIXe siècle et la conquête coloniale, Paris, Université de Paris I, 1980, p. 255-262 (Thèse de 3e cycle)
- Francine Ndiaye, « La colonie du Sénégal au temps de Brière de l'Isle, 1876-1881 », Bulletin de l'IFAN, série B, no 30, 1968